# بات بيرن
بات بيرن (بالإنجليزية: Pat Byrne)‏ (15 مايو 1956 في جمهورية أيرلندا - ) هو مدرب كرة قدم ولاعب كرة قدم أيرلندي في مركز الوسط. شارك مع منتخب جمهورية أيرلندا لكرة القدم. أما مع النوادي، فقد لعب مع ليستر سيتي ونادي بوهيميان ونادي شامروك روفرز ونادي شيلبورن وهارت أوف ميدلوثيان وكوبه رامبلرز ‏ وفيلادلفيا فيوري ‏ وSt James's Gate F.C. ‏ ودوري أيرلندا الحادي عشر ‏ وفيلادلفيا فيوُري ‏.

## وصلات خارجية
- بات بيرن على موقع قاعدة بيانات كرة القدم.إي يو (الإنجليزية)
- بات بيرن على موقع ناشيونال فوتبول تيمز (الإنجليزية)